# Longguang (köpinghuvudort i Kina, Hainan Sheng, lat 18,51, long 109,90)
Longguang är en köpinghuvudort i Kina. Den ligger i provinsen Hainan, i den södra delen av landet, omkring 180 kilometer söder om provinshuvudstaden Haikou. Antalet invånare är 19 240. Befolkningen består av 8 852 kvinnor och 10 388 män. Barn under 15 år utgör 20,0 %, vuxna 15-64 år 72 %, och äldre över 65 år 6,0 %.
Trakten runt Longguang är nära nog obefolkad, med mindre än två invånare per kvadratkilometer. Närmaste större samhälle är Haitangwan, 19,3 km sydväst om Longguang. Omgivningarna runt Longguang är en mosaik av jordbruksmark och naturlig växtlighet.
Genomsnittlig årsnederbörd är 2 251 millimeter. Den regnigaste månaden är juli, med i genomsnitt 369 mm nederbörd, och den torraste är januari, med 17 mm nederbörd.